# Октябрьский сельсовет (Лев-Толстовский район)
Октябрьский сельсовет — сельское поселение в Лев-Толстовском районе Липецкой области Российской Федерации.
Административный центр — посёлок совхоза имени Льва Толстого.

## История
Статус и границы сельского поселения установлены Законом Липецкой области от 23 сентября 2004 года № 126-ОЗ «Об установлении границ муниципальных образований Липецкой области»

## Население
| 2010 | 2012  | 2013 | 2014 | 2015 | 2016 | 2017 |
| ---- | ----- | ---- | ---- | ---- | ---- | ---- |
| 1047 | ↘1025 | ↘988 | ↘973 | ↘948 | ↗984 | ↗997 |
| 2018 | 2021  |      |      |      |      |      |
| ↘992 | ↗1072 |      |      |      |      |      |

## Состав сельского поселения
| № | Населённый пункт                    | Тип населённого пункта          | Население |
| - | ----------------------------------- | ------------------------------- | --------- |
| 1 | Астапово                            | село                            | ↘277      |
| 2 | Грязновка                           | деревня                         | ↘3        |
| 3 | Красное Колычёво                    | село                            | ↘3        |
| 4 | Посёлок совхоза имени Льва Толстого | посёлок, административный центр | ↘670      |
| 5 | Сланское                            | село                            | ↘94       |